# Filialkirche zum Hl. Josef (Sexten)
Die Filialkirche zum Hl. Josef ist eine Kirche im Sextner Ortsteil Moos in Südtirol, Italien.

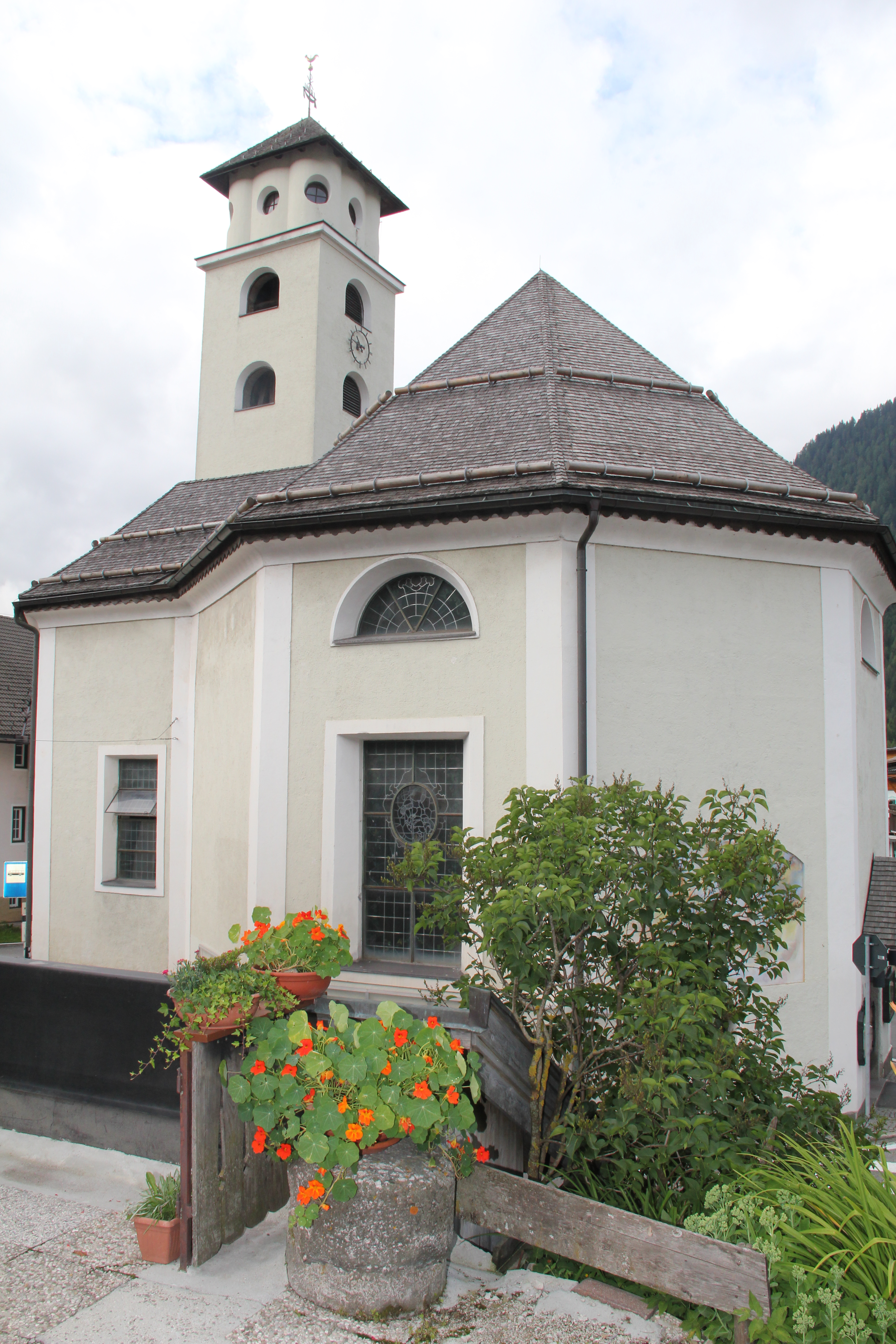
Sankt-Josef-Kirche in Moos (Sexten)

## Geschichte
Die Kirche wurde im Jahr 1679 erstmals urkundlich erwähnt. Am 11. November 1707 brannte die Kirche fast vollständig nieder. Rund zehn Jahre dauerte der Wiederaufbau, woraufhin im Herbst 1720 die Kirche den Hl. Josef geweiht wurde. Beim Kriegsbrand 1915 wurde die Kirche jedoch schwer beschädigt und der gesamte Inneneinrichtung wurde zerstört. Um 1925 wurde sie dann nach Plänen von Clemens Holzmeister um einen Glockenturm vergrößert. Der damalige Fraktionsvorsteher Johann Raider zog von Haus zu Haus, um Spenden für die vier neuen Glocken zu sammeln, welche im Mai 1931 schließlich geweiht wurden.

## Kunst
Die Deckengemälde im Inneren der Kirche stammen vom Kunstmaler Rudolf Stolz.